# Boscawenia bipunctata
Boscawenia bipunctata är en fjärilsart som beskrevs av Sergius G. Kiriakoff 1979. Boscawenia bipunctata ingår i släktet Boscawenia och familjen tandspinnare. Inga underarter finns listade i Catalogue of Life.